# Lomariopsis rossii
Lomariopsis rossii är en ormbunkeart som beskrevs av Holtt. Lomariopsis rossii ingår i släktet Lomariopsis och familjen Lomariopsidaceae. Inga underarter finns listade.